# Here Come the Co-Eds
Here Come the Co-Eds este un film de comedie american din 1945. În rolurile principale joacă actorii Bud Abbott și Lou Costello.

## Distribuție
- Bud Abbott
- Lou Costello
- Peggy Ryan
- Marthan O'Driscoll
- Lon Chaney Jr.